# Actor pornográfico

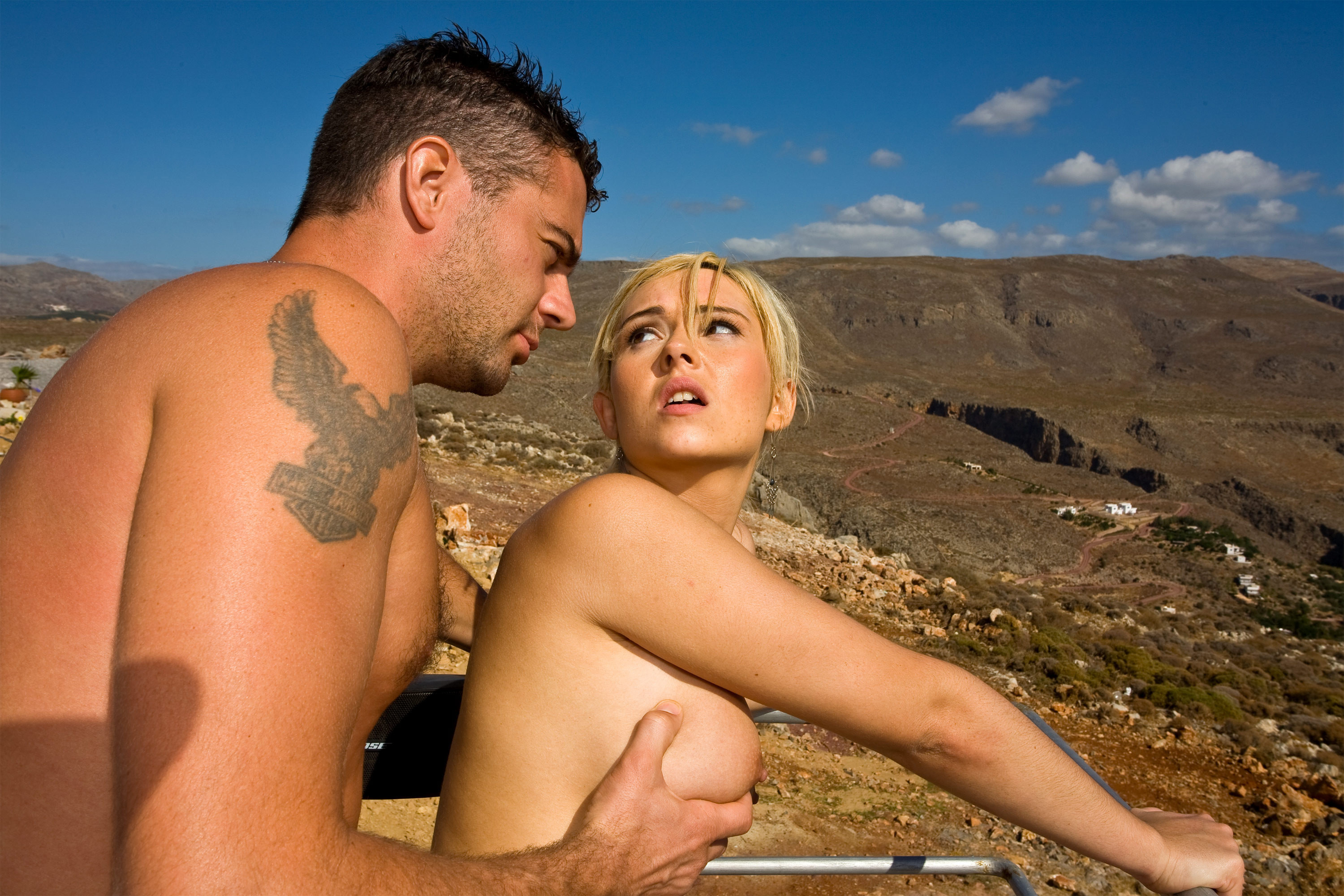
Los actores Phil Hollyday y Angell Summers filmando una escena de Montre-moi du rose!, dirigida por John B. Root (2009).

Un actor pornográfico o una actriz pornográfica, popularmente conocidos como actor porno o actriz porno o pornstar, respectivamente, son trabajadores sexuales profesionales, cuya función es tener relaciones sexuales reales en películas o vídeos de temática pornográfica (véase cine porno). La industria pornográfica de los Estados Unidos fue la primera en desarrollar un star system, especialmente por razones comerciales. En otros países, como por ejemplo Alemania, no se encuentra ese fenómeno, debido a que la mayoría son actores aficionados (no profesionales). La industria actual y reciente europea ha extraído muchos de sus grandes actrices y actores pornográficos de países del denominado bloque del este (Rumania, República Checa, Eslovaquia, Hungría, etcétera).

## Algunos datos históricos

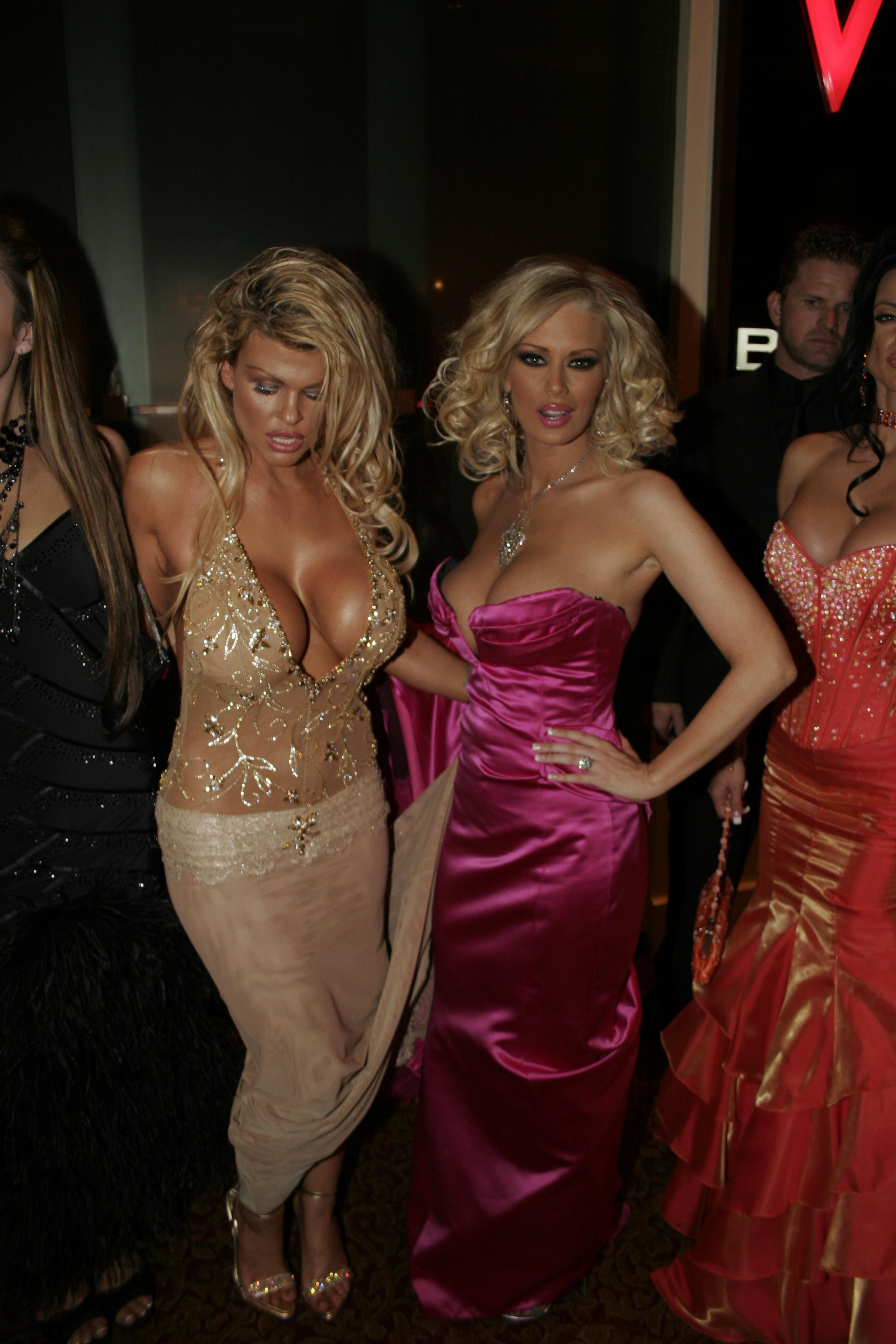
Sophia Rossi (izquierda) y Jenna Jameson (derecha), actrices pornográficas estadounidenses.

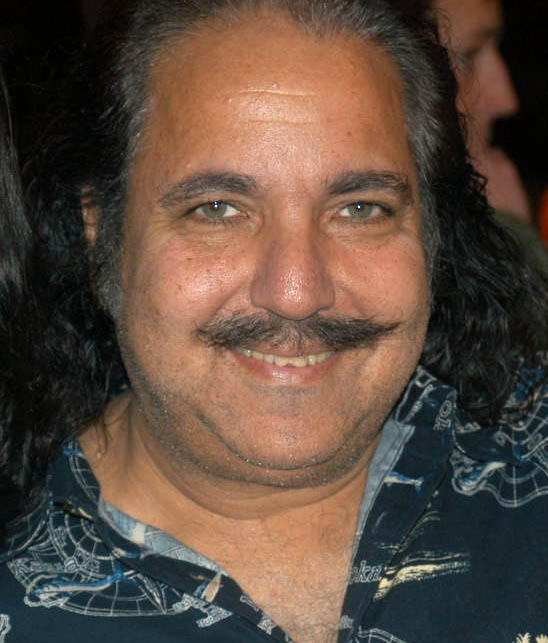
El actor porno Ron Jeremy.

La primera estrella porno reconocida con un nombre escénico específico fue Linda Lovelace, originaria de Estados Unidos, quien protagonizó el clásico de 1972 Deep Throat (Garganta profunda). La película fue un éxito financiero, recaudando cientos de millones de dólares a nivel mundial[cita requerida], lo que a su vez provocó una oleada de otras producciones cinematográficas y estrellas pornográficas, como por ejemplo Marilyn Chambers (Detrás de la puerta verde), Gloria Leonard (The Opening of Misty Beethoven), Georgina Spelvin (The Devil in Miss Jones) y Bambi Woods (Debbie Does Dallas, dirigida por Jim Clark).
Los años 70 ha sido llamada por algunos «Edad de Oro del porno», cuando las películas porno eran proyectadas en salas cinematográficas públicas y, por tanto, aceptadas para su consumo público, o por lo menos toleradas como tales. Este periodo duró hasta fines de los años 1970 o hasta principios de los años 1980, puesto que estas películas tenían argumentos específicos, presupuestos promocionales, y sus intérpretes se volvieron notorios. Estrellas legendarias de esa época incluyen a John Holmes, Ginger Lynn, Veronica Hart, Nina Hartley y Amber Lynn, quienes se volvieron muy conocidos.
El acceso a películas para adultos en la privacidad de los hogares se vio facilitado por la creciente popularidad de la VCR, y luego del DVD, esto creó un nuevo mercado para adultos que ha excedido el alcance que tuvo en épocas previas, cuando dependían casi exclusivamente de las salas de exhibición. Además, el predominio de Internet ha servido como catalizador del incremento en la venta de pornografía. A finales de los noventa, Jenna Jameson, Juli Ashton, Ashlyn Gere, Asia Carrera, Racquel Darrian, Tera Patrick, Briana Banks, Stacy Valentine, Jill Kelly, Brittany O'Connell, Francesca Le, Savannah y Silvia Saint emergieron como la nueva ola de estrellas porno.
Si bien las películas de sexo heterosexuales se centran en las mujeres que aparecen en ellas, y que habitualmente son seleccionadas por su apariencia ante la cámara, sin duda también existe un interés en los actores de sexo masculino, que consiguen colmar los deseos de la audiencia masculina que los observa como sus substitutos en la pantalla. La mayoría de los actores masculinos en la pornografía heterosexual son generalmente seleccionados no tanto por su apariencia, sino por sus proezas sexuales, principalmente su habilidad para hacer tres cosas: lograr una erección dentro de un set de filmación, mantener esa erección mientras actúan para la cámara, y eyacular cuando se les indique.
Rocco Siffredi, Ron Jeremy, Peter North, Nacho Vidal, John Holmes y Ken Shimizu son probablemente los más famosos actores de sexo masculino en filmes heterosexuales. Jeremy es conocido por su pene de 25 centímetros (9,75 pulgadas) y por su inusual apariencia para una estrella porno (tiene mucho sobrepeso y vello corporal). Además de su fama, Ron Jeremy ha sido relacionado con la industria desde los años 1970 y se ha convertido en una especie de icono cultural. En tanto, North es conocido por su habilidad para lanzar una cantidad de semen superior al promedio a una considerable velocidad desde su pene enfocado a la cámara, lo que la mayoría de los demás actores no puede hacer.

## Uso del preservativo
Debido a la naturaleza de su trabajo, que habitualmente conlleva practicar sexo sin condón, las estrellas porno son particularmente vulnerables al VIH y a otros tipos de infecciones de transmisión sexual.
Durante la década de 1980, un brote de VIH causó la muerte de varios actores y actrices, entre ellos John Holmes, Al Parker y Lisa De Leeuw. Esto llevó a la creación de la Adult Industry Medical Health Care Foundation, la cual colaboró para crear un sistema dentro de la industria fílmica para adultos de los Estados Unidos donde las estrellas porno llevan a cabo la prueba de detección del VIH cada 30 días. Se registra todo contacto sexual, y cuando surge un resultado seropositivo se rastrean todos los contactos sexuales durante los últimos tres a seis meses y se vuelve a hacer la prueba. El uso de condones se volvió una norma en películas que incluyen sexo anal entre dos hombres.
En 1997, John Stagliano resultó seropositivo al VIH.
En 1998 se presentó un segundo brote. Sharon Mitchell, directora de la Fundación de Atención a la Salud de la Industria Pornográfica, anunció el 30 de abril que Marc Wallice era seropositivo. La carrera de Wallice terminó inmediatamente, con rumores y especulación de que también había contagiado a varias actrices, entre ellas a Brooke Ashley y Tricia Devereaux, entre otros. Él negó los rumores, pero estos continúan resonando entre muchos miembros del negocio. Después de todo, se había descubierto un certificado falso de VIH de Marc sólo unos meses antes de que el escándalo se diera a conocer.
En 2004, el actor porno Darren James dio positivo en su prueba de VIH, después de practicar sexo anal sin protección con la estrella porno brasileña Bianca Biaggi para una escena en el video Split That Booty 2 en Río de Janeiro. Para finales del mes se descubrió que tres actrices que habían trabajado con James poco después de su regreso a los Estados Unidos (dos de las cuales estuvieron involucradas en la misma producción) se habían infectado con el virus. Eran la debutante en el DP anal canadiense Lara Roxx. Mientras tanto, se anunció que la carga viral de las pruebas demostró que James era el «paciente cero»; otros en la industria han declarado que creen que Lara Roxx era verdaderamente la fuente del brote, puesto que ella estuvo trabajando previamente como prostituta en las calles de Montreal, donde nació, antes de llegar a Los Ángeles. Poco después de esta revelación, la industria porno heterosexual voluntariamente redujo su carga de trabajo durante los siguientes 30 días, luego de que varios contactos tanto individuales como otros dentro de la industria revaluaron y expandieron sus originales programas que trataban con esta posibilidad.